# Flughafen Florencia

i7
i11
i13
Der Flughafen Florencia (spanisch: Aeroporto Gustavo Artunduaga; IATA-Code: FLA, ICAO-Code: SKFL) ist ein öffentlicher Flughafen, 5 km von Florencia im kolumbianischen Departamento del Caquetá entfernt.

## Flughafendaten
Der Flughafen hat eine Asphaltpiste mit 1505 m Länge und 30 m Breite. Die Seehöhe beträgt 246 m.

## Geschichte
Der Flugplatz wurde im Jahr 1952 unter dem Namen Luis Ignacio Andrade eingeweiht, wurde später in Aeropuerto Capitolio umbenannt  und ist ab den 1990er Jahren nach einem der Pioniere der kolumbianischen Luftfahrt, Kapitän Gustavo Artunduaga Paredes benannt. Er ist der wichtigste Flughafen im gesamten Departement Caquetá. Von dort aus werden regelmäßig kommerzielle Fracht- und Passagierflüge über die Fluggesellschaften Avianca und die staatliche Satena sowie Militär-, Polizei- und allgemeine Luftfahrtflüge durchgeführt.
In den frühen 1950er Jahren wurde die Route Neiva  –  San Vicente del Caguán –  Puerto Rico (Caquetá) – Florencia von der Tochtergesellschaft von Avianca Aerotaxi in Betrieb genommen, auf der sie Flugzeuge für 7 Passagiere der Typen De Havilland Canada DHC-2 und später Beechcraft B-80 verwendete. Die Flüge auf dieser Route verkehrten je nach Bedarf. Die Fluggesellschaft betrieb die Strecke bis in die frühen 1970er Jahre.
Unter der Regierung von Präsident Alfonso López Michelsen wurde die Start- und Landebahn des Flughafens Anfang der 1970er Jahre komplett asphaltiert und auf die heutige Länge von 1505 Metern erweitert.
Ab 1974 wurde die Route Bogotá – Neiva – Florencia von Aeropesca in Betrieb genommen, die auch die Vickers Viscount verwendete. Diese Route wurde je nach Tag bis zu dreimal täglich geflogen. Die Strecke wurde bis 1984 erfolgreich betrieben. Ab 1984 wurde die Route Bogotá – Neiva – Florencia, von Intercontinental Aviation, dem neuen Namen von Aeropesca, beflogen. Man flog mit Vickers Viscount und (zu der Zeit) als „Neuheit“, mit einer kürzlich erworbenen Douglas DC-9.
Regionale Integration Aerovies nahm 1983 den Betrieb am Flughafen Capitolio mit Embraer 110 Bandeirante auf, mit denen die Routen Bogotá – Neiva – Florencia und Florencia – Puerto Asís – ??? bedient wurden. Diese Flugzeuge flogen die Strecke bis Mitte der neunziger Jahre und wechselten dann zu Fairchild F-27-J. Für das Jahr 1994 wurde die derzeitige Dash 8 verwendet.
Im Jahr 2006 wurde die Start- und Landebahnbefeuerung in Betrieb genommen, was die Aufnahme des regulären Nachtbetriebs ermöglichte.
Die staatliche Fluggesellschaft Satena eröffnete 2014 mehrere Routen zu den drei Departements Putumayo, Amazonas und Caquetá mit einer Harbin Y-12 mit einem Fassungsvermögen von 17 Passagieren.

## Flugbetrieb
Im Jahr 2021 wurden insgesamt 99.057 Passagiere befördert, 137 Tonnen transportiert und 2.502 Flugbewegungen ausgeführt.
Avianca, Satena und Clic Air (ehemals EasyFly) sind die wichtigsten Fluggesellschaften für den Flughafen.